# Mariakerk (Toruń)
De Mariakerk van Toruń (Pools: Kościół Wniebowzięcia Najświętszej Marii Panny w Toruniu) is een 13e-eeuwse kerk in Toruń en beschermd architectonisch monument. De kerk staat in de binnenstad van Torún, dat onderdeel uitmaakt van de Werelderfgoedlijst van UNESCO.

## Geschiedenis
De kerk is tussen 1270-1300 door de Franciscanen op de restanten van een kloosterkerk uit de eerste helft van de 13e eeuw gebouwd. Deze restanten zijn tot op de dag van vandaag behouden. De kerk, sinds 1557 de belangrijkste protestantse kerk in Polen, werd in 1724 weer rooms-katholiek en is sinds 1850 een parochiekerk.

## Architectuur en interieur
De kerk is een driebeukig hallenkerk met een lengte van 80 meter, 27 meter breed en 27 meter hoog. De oostelijke geveltop van de kerk is rijk versierd.
Het interieur van de kerk is in de 18e eeuw heringericht. Het bevat laat-14e-eeuwse muurschilderingen (ca. 1380) in de oostelijke zijbeuk en een 16e-eeuwse maniëristische oksaal (de oudste in Polen) in de noordelijke zijbeuk. Het koorgestoelte stamt uit de 15e eeuw en het hoogaltaar is is in de 18e eeuw vervaardigd.
Het rijkversierde mausoleum van prinses Anna Wasa staat in het koorgedeelte. 

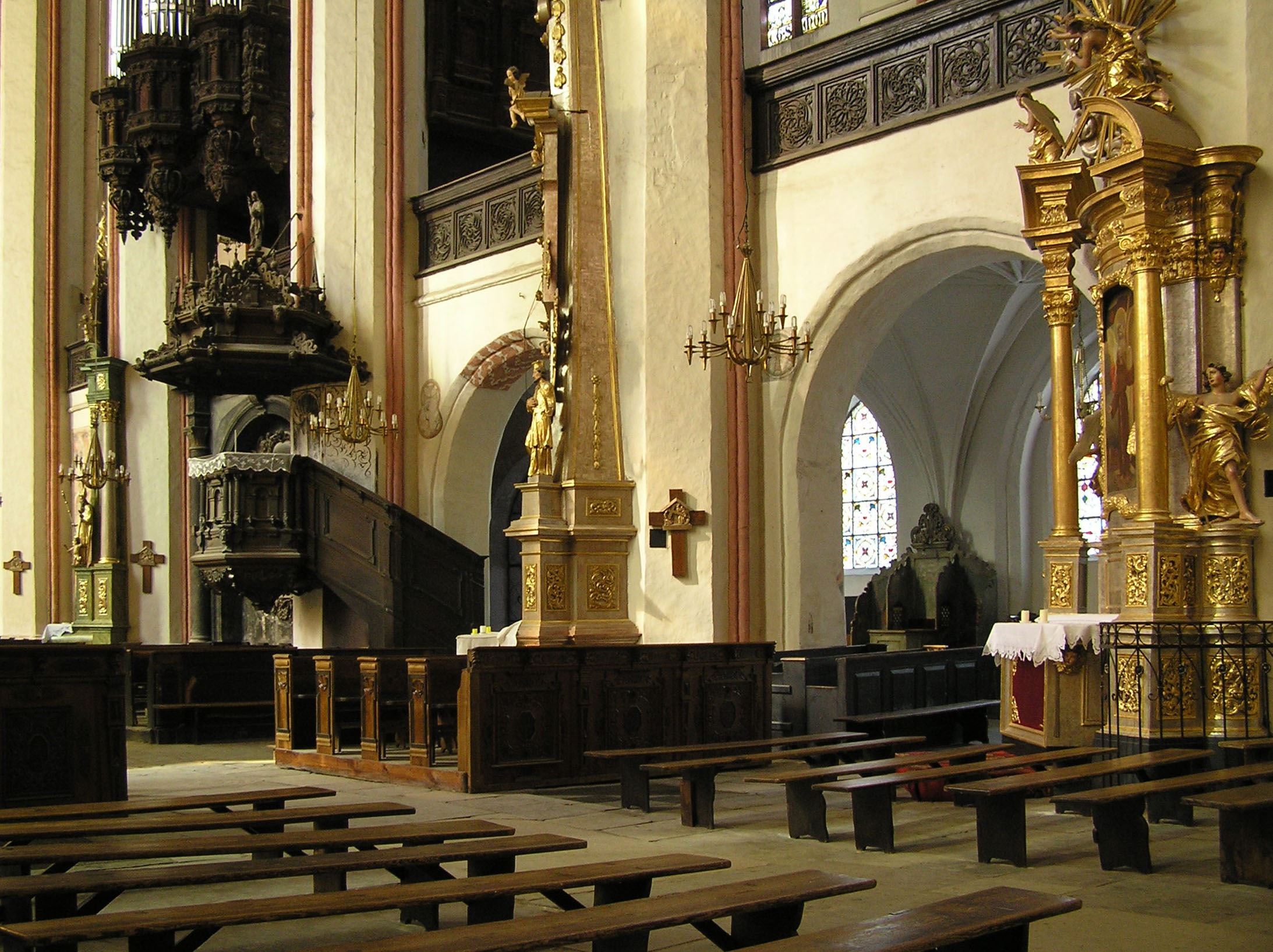
Interieur van de kerk